# 23e méridien ouest
En géographie, le 23e méridien ouest est le méridien joignant les points de la surface de la Terre dont la longitude est égale à 23° ouest.

## Géographie

### Dimensions
Comme tous les autres méridiens, la longueur du 23e méridien correspond à une demi-circonférence terrestre, soit 20 003,932 km. Au niveau de l'équateur, il est distant du méridien de Greenwich de 2 560 km,.
Avec le 157e méridien est, il forme un grand cercle passant par les pôles géographiques terrestres.

### Régions traversées
En commençant par le pôle Nord et descendant vers le sud au pôle Sud, Le 23e méridien ouest passe par:
| Coordonnées          | Pays, territoire ou mer             | Notes |
| -------------------- | ----------------------------------- | --- |
| 90° 00′ N, 23° 00′ O | Océan Arctique                      | |
| 82° 48′ N, 23° 00′ O | Groenland Terre de Peary            | |
| 82° 17′ N, 23° 00′ O | Fjord de l'indépendance             | |
| 82° 00′ N, 23° 00′ O | Groenland                           | Passe par le Détroit du Danemark |
| 73° 20′ N, 23° 00′ O | Fjord de l'Empereur François-Joseph | |
| 73° 09′ N, 23° 00′ O | Groenland                           | Île Ymer, Île de la Société de géographie et Île Traill |
| 72° 16′ N, 23° 00′ O | Fjord du Roi Oscar (en)             | |
| 72° 01′ N, 23° 00′ O | Groenland                           | Péninsule Jameson |
| 70° 26′ N, 23° 00′ O | Scoresby Sund                       | |
| 70° 05′ N, 23° 00′ O | Groenland                           | |
| 69° 45′ N, 23° 00′ O | Océan Atlantique                    | Mer du Groenland |
| 66° 26′ N, 23° 00′ O | Islande                             | Pénisule de Vestfirðir |
| 66° 17′ N, 23° 00′ O | Ísafjarðardjúp                      | |
| 66° 05′ N, 23° 00′ O | Islande                             | Pénisule de Vestfirðir |
| 65° 33′ N, 23° 00′ O | Breiðafjörður                       | |
| 65° 01′ N, 23° 00′ O | Islande                             | Péninsule Snæfellsnes |
| 64° 48′ N, 23° 00′ O | Océan Atlantique                    | Passe juste à l'ouest de l'île de Sal, Cap-Vert (à 16° 48′ N, 22° 59′ O) Passe juste à l'ouest de l'île de Boa Vista, Cap-Vert (à 16° 02′ N, 22° 58′ O) Passe juste à l'est de l'île de Maio, Cap-Vert (à 15° 10′ N, 23° 06′ O) |
| 60° 00′ S, 23° 00′ O | Océan Austral                       | |
| 74° 18′ S, 23° 00′ O | Antarctique                         | Territoire antarctique britannique, Liste des territoires revendiqués par le Royaume-Uni |